# Скрил
„Скрил“ (на английски: Skrill) е британска компания за международни онлайн разплащания.
През нейната система се осъществяват плащания по интернет. Предишното име на компанията е „Мънибукърс“ (Moneybookers). Разплащателната система на „Скрил“ дава възможност на индивидуалните потребители да си открият електронен портфейл, като услугата е една от най-скъпите на пазара. Системата на Скрил предлага на търговците възможност да приемат онлайн плащания чрез Visa, онлайн портфейла на Скрил и други начини за плащане, които са специфични за отделните страни.
Разплащателната система на Скрил е собственост и се управлява от Скрил Лимитид (Skrill Limited) – компания, базирана в Обединеното кралство, регистрирана като оперираща в сферата на паричните услуги и лицензирана да оперира в рамките на Европейския съюз. Компанията се регулира от FCA Великобритания.

## История
Домейнът moneybookers.com е регистриран на 17 юни 2001 г., като на 27 юли 2001 г. се учредява компания под името Мънибукърс Лимитид в Обединеното кралство. Уебсайтът moneybookers.com, както и системата за онлайн плащания са пуснати на 1 април 2002 г. Почти 2 млн. нови потребители се регистрират в Мънибукърс през първата една година и половина откакто той е пуснат. Към 2 септември 2008 г. Мънибукърс вече работи в почти всички държави в света и обработват над 5,5 млн. сметки.
През март 2007 г. Мънибукърс е купена от Инвесткорп Текнолъджи Партнърс за 105 млн. евро, като към 9 март 2009 г. е пусната за продажба от собствениците си за 365 млн. британски лири.
През февруари 2010 г. The Sunday Times нарежда Мънибукърс сред едни от най-бързо разрастващите се компании с дялово финансиране в Обединеното кралство, класирани по печалби. Към май 2012 г. компанията има 25 милиона потребителя, включително 120 000 сметки на търговци. Порталът за плащания на компанията е интегриран в много глобални онлайн марки като Фейсбук, Скайп и eBay.
През август 2013 г. CVC Capital Partners придобива Скрил за 600 млн. евро.

### Ребрандиране
През 2011 г. Мънибукърс обявява, че ще променят името на марката си от Мънибукърс на Скрил. Процесът на ребрандиране е завършен напълно през третото тримесечие на 2013 г.

## Услуги
Скрил дава възможност на клиентите си да изпращат и получават плащания в 41 валути. Системата поддържа основните кредитни и дебитни карти. Ограничения важат за страни, които са включени в списъка с икономически санкции на САЩ и Европейския съюз. От 2008 г. насам клиентите, базирани в САЩ не могат да получават пари от сметки в Скрил, които не са базирани в САЩ, а клиентите извън САЩ не могат да внасят пари по сметката си или да правят плащания, използвайки американски разплащателни карти или банкови сметки. От февруари 2013 г. САЩ не са в списъка на поддържаните страни на Скрил.
Сметките в Скрил могат да се поддържат във всяка една от основните валути за компанията, но след като се направи първата трансакция не е възможно да се промени валутата на сметката. Индивидуалните клиенти могат да открият сметка в Скрил като се регистрират на сайта на компанията чрез адреса на електронната си поща, като трябва да предоставят и определени лични данни. Извършването на удостоверяване на самоличността (optional identity verification) позволява на клиентите да изпращат и получават по-големи суми. Сметките се идентифицират чрез един или повече имейл адреси, с който са били регистрирани. По този начин плащанията, направени от сметка в Скрил (с изключение на изтеглянето на пари към собствена банкова сметка или разплащателна карта) се осъществяват чрез „изпращане“ на пари на имейл адрес. След като един адрес на електронна поща вече е свързан със сметка в Скрил той може да бъде променен или изтрит само с помощта на персонала на компанията. Съществува лимит от четири имейл адреса за всяка една сметка. Сметки, които не са използвани в продължение на над 12 месеца се таксуват с такса за неактивност.
Клиентите могат да закупят предплатена карта с марката Скрил, свързана със сметката им. Тя може да бъде в една от четири основни валути: щатски долари, евро, полски злоти и британски лири.
Потребителите, които имат висок оборот на средства получават предложение за премиум членство, което се нарича „Skrill VIP“ и включва допълнителни възможности, като например устройство за сигурност (security token), сметки в много валути, както и възможността да печелят точки за лоялни клиенти.
Скрил предлага на бизнес клиентите си разплащателен портал, плащане през доверителни сметки (escrow payments), както и услуги за изпращане на уеб смс и факс. За разлика от някои от своите конкуренти, Скрил обикновено не се замесва в търговски спорове и поради тази причина възможностите за сторниране на плащанията може да бъдат ограничени.

## Противоречие с Уикилийкс
През август 2010 г. Скрил блокира сметката, оперирана от Уикилийкс за събиране на дарения, като се позовава на това, че организацията е добавена в черния списък на Австралия и списъка за наблюдение на САЩ. Това решение е подложено на критики от страна на защитници на свободното слово по цял свят. Компанията е обвинявана за съучастник в упражняването на натиск върху Уикилийкс от правителството на САЩ, тъй като организацията не е обвинена пряко в никакво престъпление.
|  | Тази страница частично или изцяло представлява превод на страницата Skrill в Уикипедия на английски. Оригиналният текст, както и този превод, са защитени от Лиценза „Криейтив Комънс – Признание – Споделяне на споделеното“, а за съдържание, създадено преди юни 2009 година – от Лиценза за свободна документация на ГНУ. Прегледайте историята на редакциите на оригиналната страница, както и на преводната страница, за да видите списъка на съавторите. ВАЖНО: Този шаблон се отнася единствено до авторските права върху съдържанието на статията. Добавянето му не отменя изискването да се посочват конкретни източници на твърденията, които да бъдат благонадеждни. |